# Brigadier
Brigadier es una jerarquía militar cuyo significado es diferente en los distintos servicios militares del mundo. Esta categoría fue reemplazada por la de general de brigada en el ejército y la de comodoro en algunas armadas.

## Diferenciación por países
A Continuación sea la diferenciación del grado de Brigadier en los distintos países atendiendo su zonas geográfica

### Europa

#### España
El rango de Brigadier fue establecido en España por el rey Felipe V en 1702 como un cargo intermedio entre coronel y mariscal de campo, basándose en la jerarquía de rangos militares del Antiguo Régimen en Francia. En 1871 los brigadieres españoles pasaron a ser considerados oficiales generales de pleno derecho. Esta categoría fue reemplazada en 1889 por la de General de Brigada en el Ejército y la de Comodoro en la Armada. Actualmente este cargo existe solo en la Escuela Naval Militar, cinco alumnos de cuarto curso (guardiamarinas de 2.º) son elegidos para mandar e instruir a la brigada que les sea asignada. 

#### Francia
Bajo el Antiguo Régimen
En el ejército francés del Antiguo Régimen, Brigadier denotaba dos rangos militares: un suboficial en la Casa Militar del Rey, equivalente a un cabo en la caballería, y un oficial de alto rango, cuyo título oficial era Brigadier de los Ejércitos del Rey ("Brigadier des Armées du Roi") en el ejército (fuerza terrestre) y "Brigadier des Armées Navales" en la Armada.
Brigadier de los ejércitos del rey
En el ejército, el brigadier de los ejércitos del rey era un grado intermedio creado en 1657 entre el de Maestre de Campo ("mestre de camp", coronel en la caballería) y el de mariscal de campo ("Maréchal de Camp", equivalente a general de brigada en el ejército moderno).
Este rango superior no debe confundirse con el rango existente de brigadier dentro de la guardia real, que designa a un guardia experimentado, responsable de una unidad elemental de unos pocos hombres (brigada). Estos brigadistas de la guardia tienen un grado de suboficial en los regimientos ordinarios.
El rango se creó por primera vez en la caballería a instancias de Turenne el 8 de junio de 1657, luego en la infantería el 17 de marzo de 1668 y en los Dragones el 15 de abril de 1672. En tiempo de paz el brigadier comandaba su regimiento y, en maniobras o en tiempo de guerra, mandaba dos o tres -incluso cuatro- unidos para formar una brigada (incluyendo la suya pero luego se otorgó el grado también a los tenientes coroneles, lo que permitió para ascender a un oficial no dotado de su propio regimiento).
El rango de brigadier de los ejércitos fue abolido en 1788.
La insignia del grado de brigadier de los ejércitos era una sola estrella. Cuando se abolió el rango en 1788, el número de estrellas de sus superiores inmediatos no se modificó, lo que explica que los generales franceses tuvieran una estrella más en su insignia que sus homólogos extranjeros (en particular estadounidenses).
Cabe señalar que el rango de “Chef de Brigade” (Jefe de Brigada) creado durante la Revolución Francesa reemplazó al de Coronel. Un Jefe de Brigada entonces comandaba una semibrigada (nombre que había reemplazado al de regimiento).
El grado de brigadier de los ejércitos reaparecería bajo la Tercera República. Nombra a un coronel, experimentado como comandante de regimiento, que tiene varios regimientos bajo su mando sin tener las unidades anexas que harían de este grupo una brigada. El brigadier del ejército viste el uniforme y la insignia del coronel. El rango será abolido definitivamente en 1945.
Brigadier de los ejércitos navales
En la marina, el título de brigadier de los ejércitos navales se creó en 1782. En 1765, se había decidido que los cincuenta capitanes de barcos de mayor rango tendrían rango de brigadieres, los demás tomarían rango de coroneles. La ordenanza de 26 de diciembre de 1782 crea el título de brigadier de los ejércitos navales, que podía otorgarse a los capitanes de navíos sin condición de antigüedad.
El título de brigadier de los ejércitos navales fue abolido implícitamente por la ordenanza del 1 de enero de 1786 que creó los jefes de división.

#### Italia
En Italia, dentro de los Carabineros y de la Guardia di Finanza, los rangos de vicebrigadier (vice brigadiere), brigadier (brigadiere) y jefe de brigada (brigadiere capo) corresponden aproximadamente al rango de sargento del ejército.

#### Reino Unido
En el Reino Unido, dentro del Ejército Británico y los Royal Marines, el rango de Brigadier-general (Brigadier) es intermedio entre los de Colonel (Coronel) y de Major-general (Mayor general o General de división) y es el primer rango inferior de oficiales generales, equivalente al rango de general de brigada en los otros ejércitos.

#### Suiza
En el ejército suizo, el grado de brigadier (en alemán Brigadier) es reconocido por una estrella. Se sienta entre coronel y General de división. Es el primer rango de oficiales generales.

### América Latina

#### Argentina
En la organización militar preconstitucional (reformada por una ley en 1882), donde se empleaban jerarquías heredadas del Ejército de Tierra español, la jerarquía de «brigadier» o «brigadier general», fue el rango de mayor jerarquía en las fuerzas terrestres argentinas y en la Armada Argentina, tanto nacionales como provinciales. Jefes militares como Cornelio Saavedra, Manuel Belgrano, Carlos María de Alvear, José Rondeau, Antonio González Balcarce, Juan Martín de Pueyrredón, Francisco Fernández de la Cruz, Miguel Estanislao Soler, Martín Rodríguez, Juan Bautista Bustos, Estanislao López, Facundo Quiroga, Juan Manuel de Rosas, José Albino Gutiérrez, Juan Felipe Ibarra, Alejandro Heredia, Pedro Ferré, Pablo Latorre, Juan Lavalle, José María Paz, Juan Ramón Balcarce, Tomás de Iriarte, Agustín de Pinedo, Pascual Echagüe, Enrique Martínez, Manuel López, Tomás Brizuela, José Félix Aldao, Nazario Benavídez, Justo José de Urquiza, Juan Pablo López, Lucio Norberto Mansilla, Ángel Pacheco, Celedonio Gutiérrez, Pablo Lucero, Joaquín Madariaga, Benjamín Virasoro, Juan Esteban Pedernera, Bartolomé Mitre, José María Francia (uruguayo de nacimiento), Juan Saá, Wenceslao Paunero (uruguayo de nacimiento), Antonino Taboada, Gerónimo Espejo y Julio Argentino Roca obtuvieron el grado de brigadier general. Con la Ley de Ascensos Militares sancionada el 19 de octubre de 1882 y puesta en vigencia hacia fines de 1885, se reemplazaron definitivamente las viejas “Ordenanzas Españolas”, y se determinan una serie de modificaciones tanto en la escala jerárquica vigente, cuanto en la forma en la que deberían producirse las vacantes y ascensos a cada grado. En la categoría de oficiales generales, en el caso del Ejército Argentino se crearon los grados de general de brigada, general de división y teniente general, desapareciendo los de coronel mayor (creado en 1813) y brigadier. Los brigadieres Juan Pablo López, Benjamín Virasoro, Juan Esteban Pedernera, Bartolomé Mitre y Julio Argentino Roca pasaron a convertirse en «Tenientes Generales» y el anciano y recientemente nombrado brigadier Gerónimo Espejo pasó a convertirse en «General de División». En el caso de la Armada Argentina se crearon los grados de almirante, vicealmirante y contraalmirante, desapareciendo los mencionados de coronel mayor y de brigadier. Un ejemplo de este último caso lo es el marino irlandés Guillermo Brown, al cual tradicionalmente en Argentina se lo considera «Almirante», cuando verdaderamente fue «Brigadier de Marina», como figuraba en los documentos oficiales de la época.
En la Fuerza Aérea Argentina existen los grados de Brigadier (OF-7), Brigadier Mayor (OF-8) y Brigadier General (OF-9).

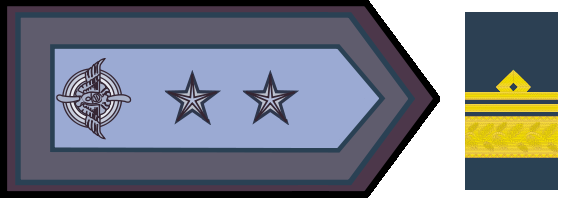
Insignia de brigadier.
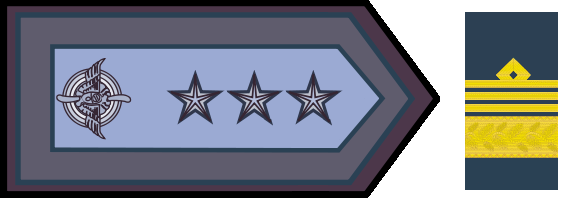
Insignia de brigadier mayor.
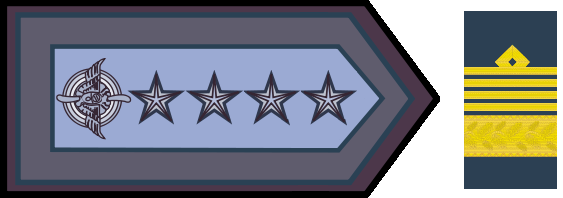
Insignia de brigadier general.

#### Colombia
En Colombia, el rango de Brigadier General o General de Brigada, es el rango más bajo de los generales oficiales. Para ascender a General de Brigada, los Coroneles deben haber ejercido 5 años su cargo, y aprobar el Curso Nacional para el Ascenso a General de Brigada. Normalmente, hay pocos Generales de Brigada, porque la mayoría son intercambiados por un Coronel.
El General de Brigada, como su mismo nombre lo dice, es el encargado de dirigir una brigada, sea ya del Ejército, de la Fuerza Aérea o de la Policía. En la Armada se conoce con el rango de contraalmirante.
El rango de General de Brigada es superior al rango de Coronel e inferior al rango de Mayor General. Mientras que en la Armada, es igual al rango de vicealmirante. Estatutariamente, el rango tiene que ser ocupado durante 5 años, antes de que pueda ser promovido a Mayor General o a General de División.

Insignia de Contraalmirante de la Armada Colombiana.
Insignia de general de brigada de la Policía Nacional.

#### Chile

Galón de la tenida de oficina de Brigadier del Ejército de Chile.

Distintivo de la tenida de combate de Brigadier del Ejército de Chile, para el norte de Chile.

Distintivo de la tenida de combate de Brigadier del Ejército de Chile, para el centro y sur de Chile.

En el Ejército de Chile, Brigadier es una denominación jerárquica, creada por la Ley 18.002 de 1981 y corresponde a un Coronel con más de cuatro años efectivos de servicio en el grado. Se inviste como Brigadier a un Coronel cuando en el servicio tiene una destinación relevante o un puesto que generalmente es ocupado por un oficial general. Se le identifica por contar con cuatro estrellas plateadas en el hombro en la tenida de salida. 
El grado equivalente al de brigadier en la Armada y la Fuerza Aérea es Comodoro.
También se denomina brigadier en las Fuerzas Armadas a los cadetes (alumnos) de tercer y cuarto año de la Escuela Militar, Escuela Naval y Escuela de Aviación que debido a sus méritos, capacidades y antigüedad, tienen responsabilidad como comandantes e instructores. Del mismo modo, en las Fuerzas de Orden y Seguridad Pública existe la distinción de Brigadier para los aspirantes a oficiales de la Escuela de Carabineros y Escuela de Gendarmería que consiguen en su periodo altas calificaciones, lo cual les permitirá tener a otros aspirantes bajo su tutela y mando. 
| Rango                | Ejército de Chile | Armada de Chile | Fuerza Aérea de Chile | Carabineros de Chile | Gendarmería de Chile |
| -------------------- | ----------------- | --------------- | --------------------- | -------------------- | -------------------- |
| Oficiales Superiores | Brigadier         | Comodoro        | Comodoro              | -                    | -                    |
|                      |                   |                 |                       |                      |                      |

#### Paraguay
Al momento de constituirse en una entidad autónoma y virtualmente independiente (1811), la antigua Gobernación Intendencia de Paraguay (dependiente del Virreinato del Río de la Plata), al igual que futuros países vecinos, conservó las jerarquías heredadas del Ejército de Tierra español. Sin embargo en ese entonces en ese territorio no se encontraba ningún oficial general superior, abundando en cambio los oficiales inferiores de compañía (ej. Capitán, Teniente, etc.)
Durante la dictadura de Gaspar Rodríguez de Francia (1814-1840), esté, celoso de su poder, realizó una purga de oficiales superiores, en el ejército, el cual lo convirtió en un elemento adicto a su régimen. Además, ordenó que el rango más superior del escalafón sería el de Capitán.
A la muerte de Francia, la política paraguaya se relajó, y en esto se tradujo también en al ámbito castrense. Al asumir como primer presidente el doctor Carlos Antonio López (1843), decretó la restauración de los rangos militares de Teniente coronel y de Coronel, siendo este último momentáneamente el más alto del escalafón del ejército paraguayo.
A fines de 1844, con motivo del conflicto contra la Confederación Argentina y su alianza con la provincia de Corrientes, se formó para apoyar a está última, un cuerpo de ejército expedicionario, al mando del joven hijo del presidente paraguayo, Francisco Solano López, el cual fue nombrado por su padre como Brigadier, a pesar de que en ese entonces el joven no poseía experiencia militar. Además fue el único que poseyó ese rango en Paraguay.
En 1865, durante el gobierno de Francisco Solano López, a comienzos de la guerra de la Triple Alianza,  se crearon los cargos de oficiales generales superiores de General de Brigada y de General de División. Al propio, Brigadier Francisco Solano López, el Congreso lo nombró Mariscal Presidente de los Ejércitos, suprimiendose de este modo el rango de Brigadier en dicho país.

#### Uruguay
Independizado tanto de Argentina como de Brasil en 1828, Uruguay conservó los rangos heredados de las fuerzas armadas argentinas hasta fines del siglo XIX, tanto en el Ejército como en la Armada, siendo la jerarquía de Brigadier, el rango más alto de dicho país. Los jefes militares que ostentaron el cargo de Brigadier fueron José Gervasio Artigas (in absentia), Juan Antonio Lavalleja, Fructuoso Rivera, Manuel Oribe, Eugenio Garzón, Anacleto Medina, Venancio Flores, Lorenzo Batlle entre otros.

#### Venezuela
En Venezuela, el grado de brigadier es una jerarquía especial de los cadetes de 3.er año de la Universidad Militar Bolivariana de Venezuela. Esta jerarquía es precedida por la de brigadier, segundo brigadier, primer brigadier y brigadier mayor.
En los liceos militares (unidades educativas militares), los alumnos de 4.º y 5.º año pueden ostentar las jerarquías especiales de subrigadier, brigadier, primer brigadier y brigadier mayor, basado en los méritos alcanzados por dichos alumnos.

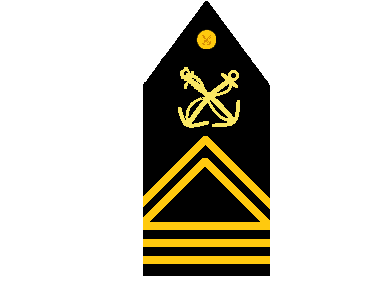
Capona de brigadier de la Armada Bolivariana de Venezuela